# شون روبنسون
شون روبنسون (بالإنجليزية: Sean Robinson)‏ هو مخرج أمريكي، ولد في 9 فبراير 1985.

## وصلات خارجية
- شون روبنسون على موقع IMDb (الإنجليزية)
- شون روبنسون على موقع ألو سيني (الفرنسية)
- شون روبنسون على موقع أول موفي (الإنجليزية)
- شون روبنسون على موقع قاعدة بيانات الفيلم (الإنجليزية)
- شون روبنسون على موقع كينوبويسك (الروسية)